# Heliomata
Heliomata is een geslacht van vlinders van de familie spanners (Geometridae), uit de onderfamilie Ennominae.

## Soorten
- H. cycladata Grote, 1866
- H. elaborata Grote, 1863
- H. fulliola Barnes & McDunnough, 1916
- H. glarearia (Denis & Schiffermüller, 1775)
- H. infulata Grote, 1863